# Gruppo della tavola periodica
Un gruppo di elementi è costituito da quelli che compaiono in una stessa colonna della tavola periodica. Gli elementi di uno stesso gruppo sono caratterizzati da una medesima configurazione elettronica esterna, quindi, gli elementi di un certo gruppo formano legami con gli elementi di un altro gruppo che lega con loro.
Questo comporta notevoli analogie nel loro comportamento chimico, che possono essere maggiori o minori a seconda del gruppo preso in esame.
Esistono tre diverse convenzioni di numerazione per i gruppi chimici. La più recente, dal 1990 raccomandata dalla IUPAC, utilizza i numeri arabi, mentre la vecchia numerazione IUPAC e la numerazione CAS utilizzano i numeri romani e le lettere A e B. Nella vecchia numerazione IUPAC la lettera A si riferisce alla parte sinistra della tabella e la lettera B a quella destra; invece nella numerazione CAS la lettera A si riferisce agli elementi del gruppo principale e la lettera B agli elementi di transizione.
I gruppi della tavola periodica sono 18 e vengono di seguito elencati. 
| IUPAC     | IUPAC precedente | CAS   | Nome                                         |
| --------- | ---------------- | ----- | -------------------------------------------- |
| Gruppo 1  | IA               | IA    | gruppo dei metalli alcalini                  |
| Gruppo 2  | IIA              | IIA   | gruppo dei metalli alcalino terrosi          |
| Gruppo 3  | IIIA             | IIIB  | gruppo dello scandio                         |
| Gruppo 4  | IVA              | IVB   | gruppo del titanio                           |
| Gruppo 5  | VA               | VB    | gruppo del vanadio                           |
| Gruppo 6  | VIA              | VIB   | gruppo del cromo                             |
| Gruppo 7  | VIIA             | VIIB  | gruppo del manganese                         |
| Gruppo 8  | VIIIA            | VIIIB | gruppo del ferro                             |
| Gruppo 9  | VIIIA            | VIIIB | gruppo del cobalto                           |
| Gruppo 10 | VIIIA            | VIIIB | gruppo del nichel                            |
| Gruppo 11 | IB               | IB    | gruppo del rame (o dei metalli nobili)       |
| Gruppo 12 | IIB              | IIB   | gruppo dello zinco                           |
| Gruppo 13 | IIIB             | IIIA  | gruppo del boro                              |
| Gruppo 14 | IVB              | IVA   | gruppo del carbonio (o dei cristallogeni[2]) |
| Gruppo 15 | VB               | VA    | gruppo dell'azoto (o degli pnicogeni[2])     |
| Gruppo 16 | VIB              | VIA   | gruppo dell'ossigeno (o dei calcogeni[2])    |
| Gruppo 17 | VIIB             | VIIA  | gruppo degli alogeni                         |
| Gruppo 18 | VIIIB            | VIIIA | gruppo dei gas nobili                        |
Le vecchie numerazioni avevano il difetto di poter essere ambigue, indicando con numeri uguali gruppi diversi, soprattutto considerando il fatto che la vecchia numerazione IUPAC era prevalentemente usata in Europa mentre negli Stati Uniti d'America si preferiva la numerazione CAS. La nuova numerazione punta a risolvere queste ambiguità. Tuttavia il vantaggio principale di entrambe le vecchie numerazioni consiste nel fatto che il numero del gruppo corrisponde al numero di legami che formano nella maggior parte dei casi gli elementi che gli appartengono.